# (6742) Biandepei
(6742) Biandepei es un asteroide perteneciente al cinturón de asteroides, región del sistema solar que se encuentra entre las órbitas de Marte y Júpiter.
Fue descubierto el 8 de abril de 1994 por Kin Endate y Kazuro Watanabe desde el observatorio de Kitami.

## Designación y nombre
Designado provisionalmente como 1994 GR, fue nombrado en honor a Bian Depei (1926-2001), divulgador de la ciencia y la astronomía en la República Popular China. Ha publicado más de 60 libros, muchos de ellos ganadores de premios nacionales, y casi 800 artículos. Desempeñó un papel importante en la creación del Planetario de Pekín en 1954 y en el lanzamiento de la revista Amateur Astronomer en 1958, ambas primeras de su tipo en China.

## Características orbitales
Biandepei está situado a una distancia media del Sol de 2,335 ua, pudiendo alejarse hasta 2,733 ua y acercarse hasta 1,936 ua. Su excentricidad es 0,171 y la inclinación orbital 5,460 grados. Emplea 1302,96 días en completar una órbita alrededor del Sol.

## Características físicas
La magnitud absoluta de Biandepei es 13,58. Tiene 5,440 km de diámetro y su albedo se estima en 0,300.